# Euphorbia cyri
Euphorbia cyri là một loài thực vật có hoa trong họ Đại kích. Loài này được V.W.Steinm. mô tả khoa học đầu tiên năm 2003.